# Чефранов Георгій Васильович
Чефранов Георгій Васильович (27 лютого 1922 , Охтирка, Харківська губернія  — 1 квітня 1991 , Таганрог, Ростовська область, СРСР ) — радянський науковець, доктор філософських наук, професор Таганрозького радіотехнічного інституту.

## Життєпис
Народився 1922 року в місті Охтирка Харківської губернії (з 1939 року — Сумської області) у сім'ї священика. У 1930-х роках під час голодомору в Україні сім'я змушена була переїхати до родичів у Воронезьку область. Як син священика до 1936 року не мав можливості навчатися в школі. У роки німецько-радянської війни воював на фронті. Був поранений під Сталінградом. Після поранення працював на військовому заводі в Казані та одночасно навчався на фізико-математичному факультеті Казанського університету, який закінчив у 1948 році за спеціальністю астрономія.
Після закінчення університету працював у Пулковській обсерваторії під Ленінградом. Очевидно, саме тут у майбутнього філософа проявився інтерес до теми нескінченності. Бажаючи здобути філософську освіту, екстерном здав курс філософського факультету Ленінградського державного університету та був запрошений до аспірантури, яку закінчив у 1952 році.
У 1953 році для подальшої роботи був направлений до Таганрогу до новоствореного Таганрозького радіотехнічного інституту і почав працювати на кафедрі вищої математики на посаді асистента. З 1956 року викладав філософію на кафедрі марксизму-ленінізму. Пізніше обійняв посаду завідувача створеної кафедри філософії та наукового комунізму.
Основною темою робіт філософа стає поняття нескінченності, яке в роботах вченого розуміється не тривіально, як «кімната без стін»:
«Нескінченність — це не проста сума кубометрів, а щось неймовірно складне, таємниче і, разом з тим, що має пряме відношення до самого сенсу існування людини і людства».— Бог. Вселенная. Человек. с. 13.
У 1961 році Георгій Чефранов захистив кандидатську дисертацію на тему «Деякі питання нескінченності простору-часу». Для аспірантів ученим було розроблено курс з філософських проблем природознавства. У 1971 році у видавництві Ростовського державного університету вийшла книга Георгія Чефранова «Нескінченність та інтелект». У листопаді 1972 року вченим було захищено докторську дисертацію на тему «Проблеми моделювання нескінченності». Захист проходив у Московському державному педагоігчному інституту. Новизна та несподіванка висновків дисертанта викликали бурхливу дискусію та сумніви у «благонадійності» з боку партійних органів. Затвердження дисертації ВАКом довелося чекати протягом п'яти років.
Прямолінійність і чесність ученого, його бажання «називати речі своїми іменами», доноси з боку деяких студентів, які перебували на його лекціях антирадянського змісту у вигляді «тенденційно підібраних фактів», не могли не викликати роздратування з боку партійної влади. Неодноразово йому загрожувала заборона викладацької діяльності. Виявили інтерес до вченого й «компетентні органи».
Підсумком розвитку ідей філософа стала наукова праця «Принцип нерозрізненості частини та цілого (закон збереження інформації)», яка побачила світ (була депонована) у 1987 році. Остання стаття вченого отримала назву «Бог, всесвіт, людина», в якій він підбив підсумок своїх багаторічних праць.
Георгій Чефранов помер 1 квітня 1991 року в Таганрозі на 70-му році життя. Вже після його смерті в 1992 році видавництвом ТРТІ була випущена книга, що отримала назву «Бог. Всесвіт. Людина (Закон збереження інформації)».